# .ck

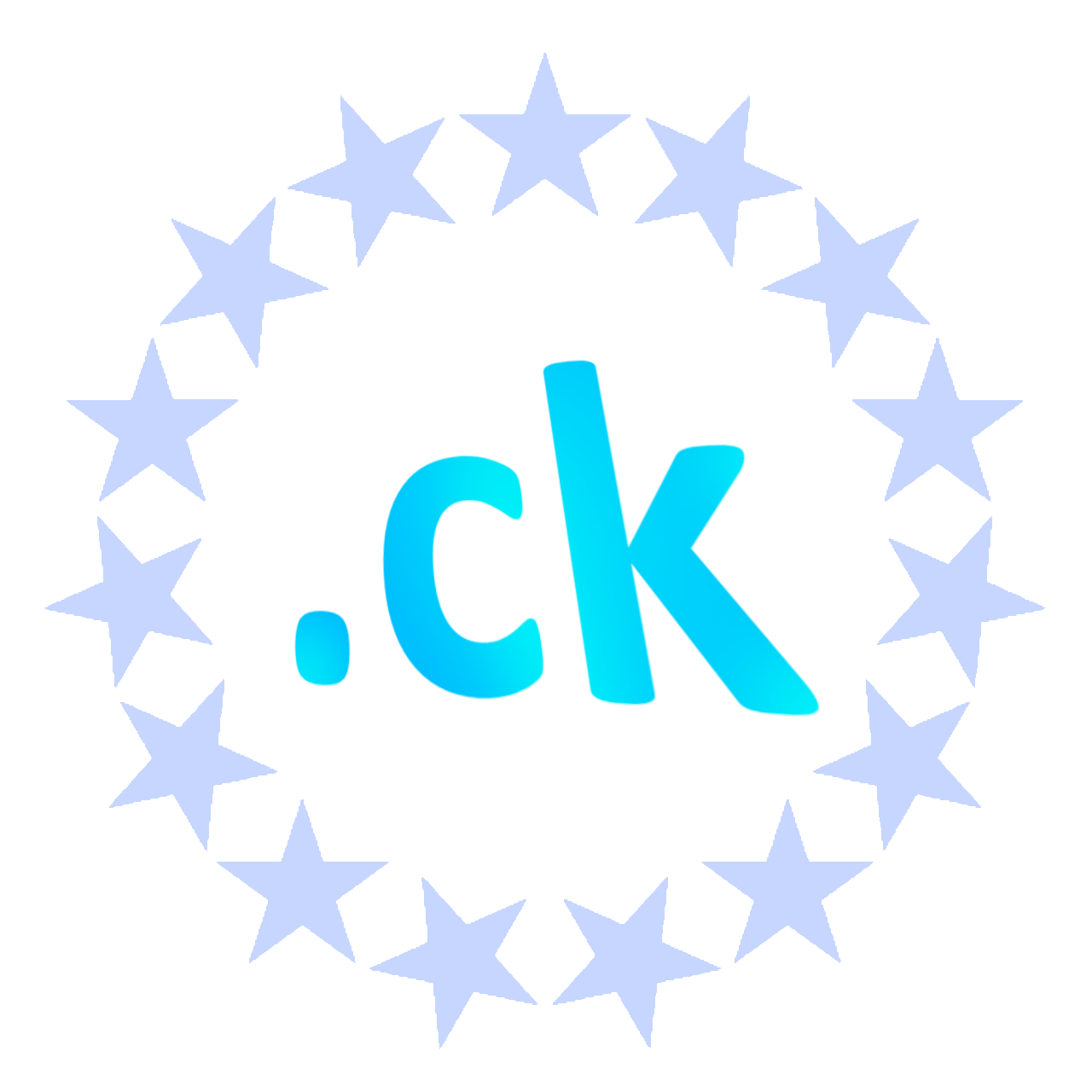

.ck는 쿡 제도의 인터넷 국가 코드 최상위 도메인이다.
다음과 같은 2차 도메인 안에서 등록을 허용한다:
- .co.ck: 사업 단체
- .org.ck: 비영리 단체
- .edu.ck: 교육 시설
- .gov.ck: 정부 대행업체
- .net.ck: 인터넷 서비스 제공업체
- .gen.ck: (알 수 없음)
- .biz.ck: 쿡 제도의 비즈니스 관련 페이지
- .info.ck: 쿡 제도 관련 정보 페이지

## .ck 등록 요구 조건
등록하기 앞서 다음과 같은 조건이 충족되어야 한다:
1. 거주인이 아닌 사람들의 도메인 신청은 2년 동안 적어도 $150.00(USD)의 금액을 내야 하며, 2년마다 갱신 과정이 필요하다.
2. 도메인 신청은 'nike.co.ck'와 같이 기본적으로 회사나 사용자 이름을 드러낼 수 있어야 한다.
3. 'blow.co.ck', 'mybig.co.ck'과 같은 비어가 포함된 도메인은 어떠한 경우라도 고려되지 않으며 같은 이름이 나중에 요청되어도 무시된다. 인터넷 상에서 비방, 모독을 막기 위한 기준으로 '.ck' 도메인은 웹 상에서 감시를 받는다. 사이트가 올바르지 않다고 판단되면 아무런 통보나 환불 없이 도메인을 종료할 수도 있다.

## 사소한 점
- 영국 시트콤 네이선 발리(Nathan Barley)에서 발리는 그의 웹사이트 'trashbat'를 쿡 제도의 도메인을 사용하였다.

## 같이 보기
- .nz
- .tk
- .nu